# عين الطلبة
عين الطلبة هي إحدى بلديات ولاية عين تموشنت الجزائرية.